# Bokiddick
Bokiddick – osada w Anglii, w Kornwalii. Leży 66 km na północny wschód od miasta Penzance i 346 km na zachód od Londynu.